# Організація Оборони Лемківщини в США
Організація Оборони Лемківщини — суспільна організація, заснована 1936 року у Філадельфії на з'їзді представників Комітетів Допомоги Лемківщини (діяли в США з 1933 р.), з метою організувати лемків у США і в Канаді, проведення культурно-освітньої діяльності й допомоги лемкам на рідних землях.

## Історія
Засновниками ООЛ були М.Дудра та В.Карбовник, першим головою – В.Левчик. Офіційним друкованим органом Організації був місячник «Лемківський Дзвін», який видавався в Нью-Йорку. У 1937-1939 роках ООЛ нараховувала 53 відділи.
|  | «…9 вересня 1933 року зібралася невеличка горстка людей під числом 613 при вулиці 13, в Нью-Йорку, з наміром розпочати нести моральну й матеріяльну допомогу братам на Рідній Землі. Перше, щоб закупити в Матірному Товаристві “Просвіта“ у Львові більшу кількість книжок у формі мандрівних бібліотек, і тим шляхом ширити освідомлення по наших селах на Лемківщині. Ми вибрали комітет і назвали його “Центральний Комітет Оборони Лемківщини в Америці“. Першим Головою Комітету був Олекса Роман, колишній Січовий Стрілець Української Армії.» («Лемківські Вісті», 1964, Ч.6) |

З цього-то часу і датується підкріплення фронту боротьби на Лемківщині моральною і матеріяльною допомогою з Америки. Завершенням формування цього фронту було створення в 1936 р. у Філядельфії Організації Оборони Лемківщини в Америці, яка почала видавати свій орган, місячник “Лемківський Дзвін“.
З початком Другої світової війни організація занепала і відновила свою активну діяльність у 1958 році в Йонкерсі (Нью-Джерсі) з припливом нової еміґрації, коли душею організації став д-р Юліян Налисник. Основним завданням діяльності Організації була допомога лемкам й усім українцям у Польщі, виселеним з рідних земель. У цей час вона нараховувала 24 відділи та близько 1 500 членів у США та Канаді. З 1958 року ООЛ видає раз на місяць газету «Лемківські Вісті» (до 1963 у Нью-Йорку, а з 1964 – в Торонто), яка з 1979 року трансформувався в журнал-квартальник «Лемківщина» та «Лемківські Календарі» (редактор Юліян Тарнович-Бескид).
Другим етапом оживлення діяльності ООЛ є 70-80-ті роки, коли новіша, т.зв. третя іміґрація приїхала на терени Америки. В тому часі поважне число відділів оживило свою діяльністщ, створено нові відділи (Чікаґо, Джерзі Ситі).
7 листопада 1981 року при ООЛ було відкрито Український Лемківський Музей, який знайшов своє приміщення в єпископській палаті Стемфорді, Конн. Тут можна оглянути зразки лемківської ноші, лемківських писанок, репродукції рисунків Никифора, та оригінали інших лемківських митців. Добре представлена теж і матеріяльна культура Лемківщини (на чолі з автентичними жорнами), виставлені різні портрети з життя та праці ООЛ. Тут знайшли теж своє місце архів ООЛ та бібліотека лемківства і УПА. Першим музейно-архівним референтом Головної Управи ООЛ був Іван Сквіртнянський; 1970 до 1992 роки куратором Музею став Микола Дупляк, а з 1992 по 2013 роки — Стефан Гованський.

## Керівники
Протягом усього періоду діяльності Організації Оборони Лемківщини її головами були:
- Олекса Роман (1933—1936)
- Дмитро Фенканин (1936—1950)
- Юліян Налисник (1950—1959)
- Іван Сквіртнянський (1959—1964)
- Юліян Котляр (1964—1969)
- Іван Гвозда (1969—1973)
- Микола Глицковян (1977—1981)
- Мирон Мицьо (1981—1983)
- Марія Дупляк (1983—1999)
- Зенон Галькович (1999—2013)
- Марко Гованський (2013-до сьогоднішній день)